# Melo Imai
Melo Imai (今井 メロ, 今井 夢露, Imai Mero, Suminoe-ku, Osaka, 26 de outubro de 1987) é uma tarento e uma snowboarder de halfpipe japonesa.